# Creu de terme (el Poal)
Creu de terme és una obra del Poal (Pla d'Urgell) inclosa a l'Inventari del Patrimoni Arquitectònic de Catalunya.

## Descripció
Creu de gust gòtica. La creu no porta cap figura, tan sols la magolla presenta dos àngels que sostenen l'escut de la població. A la part de darrere porta la inscripció de la Santa Misión. Aquesta creu està situada en una petita plaça al final del poble, anant cap als Arcs. Duu la data 1793 gravada a la base.

## Història
Aquesta creu es trobava, en un principi, al final del c/ Major, lloc on s'acabava el poble. Més tard fou traslladada aquests nou lloc. L'any 1949 fou restaurada, doncs durant la Guerra Civil restà malmesa.